# Гаукова, Йиржина
Йиржина Гаукова (чеш. Jiřina Hauková, 27 января 1919, Пршеров — 15 декабря 2005) — чешская поэтесса, переводчица

.

## Биография
Дочь главного редактора газеты в Пршерове, после окончания гимназии начала учёбу на философском факультете в Брно, но при нацистской оккупации высшие учебные заведения были закрыты. Работала редактором в журнале, в книжном отделе Министерства просвещения, Министерстве информации. Была знакома с Йозефом Кайнаром, Иваном Блатным, Олдржихом Микулашеком. C 1945 входила в Группу 42. В 1949 закончила учёбу в Карловом университете. Существовала как профессиональный литератор. После подавления Пражской весны её книги были запрещены для публикации, она печаталась за рубежом.

## Произведения
- Перигелий/ Přísluní (1943)
- Cizí pokoj (1946)
- Огонь в снегу/ Oheň ve sněhu (1958)
- Среди людей и ворон/ Mezi lidmi a havrany (1965)
- Rozvodí času (1967)
- Ничейная земля/ Země nikoho (1970)
- Побеги/ Letorosty (1970)
- Spodní proudy (1988, за рубежом, в Чехии — 1992)
- Бабочка и смерть/ Motýl a smrt (1990)
- Элегия по Индржиху Халупецкому/ Elegie za Jindřichem Chalupeckým (1993)
- Světlo září (1995)
- Záblesky života (1996, воспоминания)
- Mozaika z vedřin (1997)
- Básně (2000, избранные стихотворения)
- Večerní prška (2002)

## Переводческая деятельность
Переводила с английского — поэму Т. С. Элиота Бесплодная земля (вместе с мужем Индржихом Халупецким), стихотворения Китса, Эдгара По, Эмили Дикинсон, Дилана Томаса, У. К. Уильямса, У.Стивенса, Кэтлин Райн, прозу Мелвилла, Джека Лондона, Анаис Нин, Гертруды Стайн.

## Признание
Премия Ярослава Сейферта за жизненный вклад в чешскую литературу (1996, вместе со Збынеком Хейдой). Медаль За заслуги (Чехия) I степени (1997).